# Robert Rauschenberg
Robert Rauschenberg, született Milton Ernst Rauschenberg (Port Arthur, Texas, 1925. október 22.  – Captiva Island, Florida, 2008. május 12.) amerikai festő, a pop art művészet kezdeményezője és jeles képviselője.

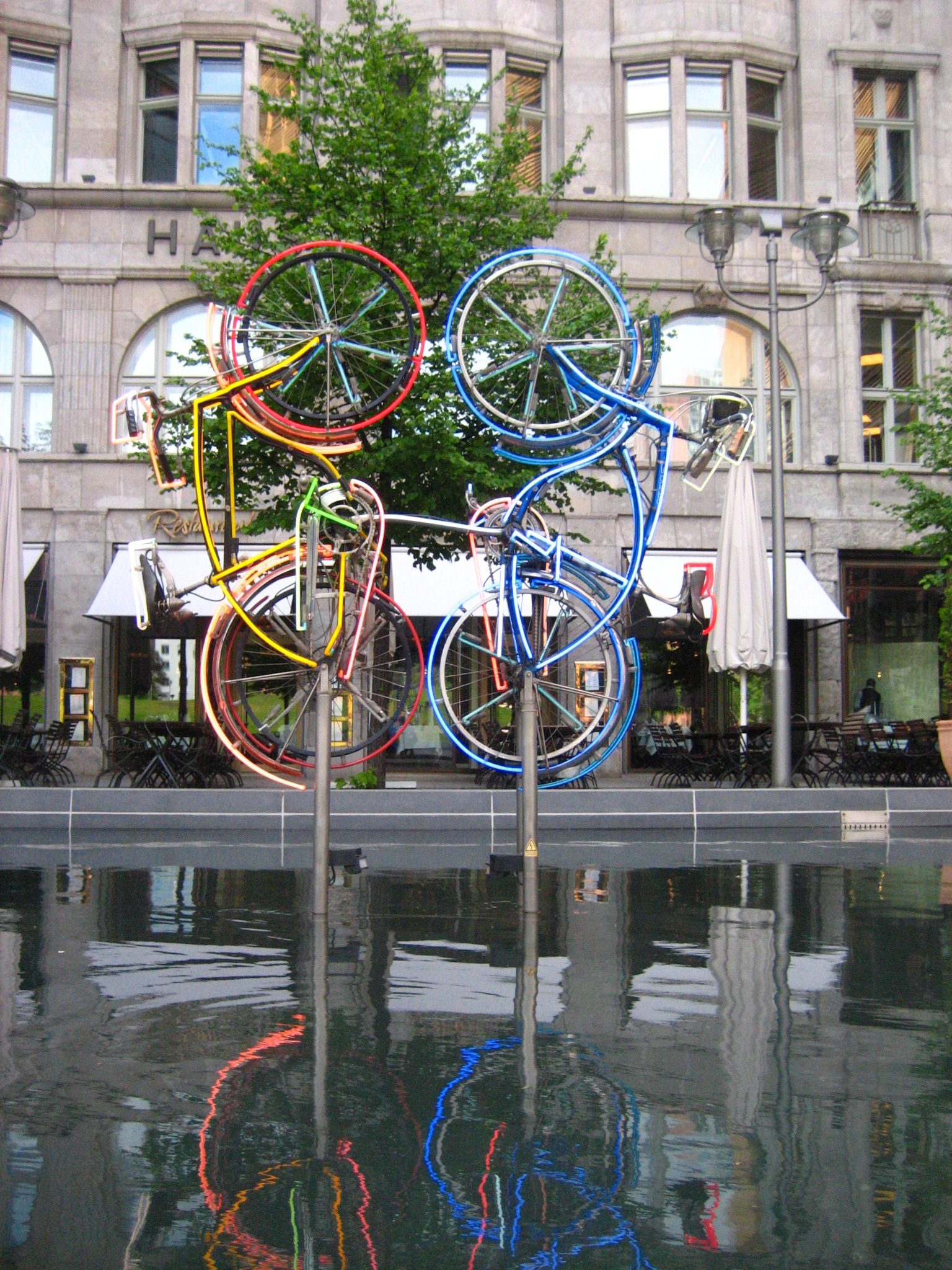
Rauschenberg Lovagló biciklik c. szobra a berlini állatkertnél (1998)

## Életpályája

### Fiatal évei
Milton Ernst Rauschenberg-ként született (keresztnevét felnőtt korában változtatta meg) Port Arthurban, Texas Államban, Dora és Ernst Rauschenberg fiaként. Apja német és cherokee származású, anyja pedig angolszász leszármazott volt. Apja fundamentalista keresztény volt. Tanult a Kansas City Art Institute-on és a Julian Akadémián Párizsban, ahol megismerkedett a festő Susan Weillel, akit később feleségül vett. 1948-ban Rauschenberg és Weil úgy döntöttek, hogy átjelentkeznek a Black Mountain College-ba, Észak-Karolinába.
A Black Mountain-ben a festő oktatója volt Josef Albers, az egykori Bauhaus híres alakja, aki szigorúan tanította és módszeresen inspirálta Rauschenberget, ahogy egyszer mondta, „pontosan az ellentétét csináltam annak, amit mondott”.
1949-től 1952-ig Rauschenberg együtt tanult Valcav Vytalic-al és Morris Kantor-al az Art Students League of New Yorkban, ahol megismerkedett későbbi művésztársaival, Knox Martinnal és Cy Twombly-al.
Rauschenberg és a festő Susan Weil 1950 nyarán házasodtak össze, de három év múlva már el is váltak. Házassága felbomlása után Rauschenberg romantikus kapcsolatba került Cy Twomblyval és Jasper Johns-szal is.

### Alkotói periódusa
Rauschenberg első önálló kiállítása 1951-ben volt a New York-i Betty Parson Gallery-ben, majd 1954-ben második önálló kiállítását szintén New Yorkban, a Charles Egan Gallery-ben rendezték. 1951-ben születtek úgynevezett „fehér festményei”, melyek az Eleanor Ward's Stable Gallery-ben New Yorkban lettek kiállítva 1953 októberéig, mialatt más képeket nem állítottak ki.
1952-ben megkezdte sorozatainak készítését: a „fekete festményeket” és a „piros festményeket”, egyazon méretben. A kép hatását a színek határozták meg, melyeket az utcán talált tárgyakkal és festett elemekkel együtt vitt fel a vászonra. Ezt „kombinált festészet”-nek is szokták nevezni. 
Rauschenberg inspirálta a modern generáció művészeit, hogy alternatív kifejezési formákat keressenek, mellyel beépülnek a tradicionális művészeti közegbe.
Rauschenberg-et társai gyakran illették a neo dadaista címkével, mivel munkái gyakran párhuzamba állíthatók Marcel Duchamp Forrás (Fountain) című alkotásával.
1961-ben Rauschenberget meghívták a Galerie Iris Clert egyik kiállítására, ahol a művészeknek a tulajdonosról, Iris Clertről egy-egy portrét kellett készíteniük. Rauschenberg reakciója a meghívásra a következő volt, küldött egy táviratot a galériának melyen ez állt: „Ez Iris Clert portréja, ha én azt mondom.”
1962-re Rauschenberg festményein már nemcsak talált tárgyak szerepeltek, de a képek is találtak voltak - fényképeket helyezett a vászonra szitanyomat segítségével. Korábban ezt az eljárást csak a kereskedelmi cégek alkalmazták, a szitanyomatot Rauschenberg hozta át a művészetbe, hogy ezzel végtelen számú másolatot készíthessen egy adott alkotásról. Ebben a tekintetben munkája azonos Andy Warholéval. Rauschenberg Jasper Johns-szal együtt előfutára volt az amerikai pop art mozgalomnak.
1966-ban Billy Klüver mérnök, Robert Rauschenberg, Robert Whitman, és Fred Waldhauer létrehozott egy alapítványt, Experiments in Art and Technology (EAT) néven, amely egy nonprofit szolgáltató szervezetként a művészeti technológiában zajló kísérleteket követte.

## Jelentősége

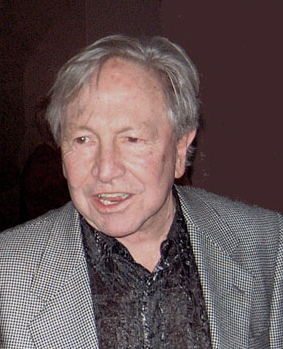
Robert Rauschenberg 1999-ben

Rauschenberg valószínűleg a leghíresebb tagja volt az 1950-es években annak a társaságnak, amelyik nem hagyományos anyagokat és tárgyakat alkalmazott újfajta kombinációkban. Mialatt a kompozíciók hagyományosan festményekből és szobrokból álltak az amerikai absztrakt expresszionista festőknél, addig Rauschenberg fényképekkel, nyomtatott anyagokkal, papíranyagokkal és performance-okkal dolgozott.
Rauschenberg New York utcáin szedte össze kellékeit munkáihoz, melyeket azután stúdiójában beleépített alkotásaiba. Egyik 2005-ben adott interjújában mondta: „Valami mást akarok, amit én magam csinálok, a meglepetés erejét akarom használni, a teljesség hiányát és a meglepetés bőkezűségét. S ha elsőre nem hat, akkora tudni fogom ez volt az. Tehát a tárgy megváltoztatta önmagát a kontextus miatt, s emiatt új dologgá vált.”
1964-ben Rauschenberg megnyerte a velencei biennálé nagydíját pop art alkotásaival. Később hazájában is elismert alkotó lett, National Medal of Arts díjjal tüntették ki 1993-ban. Rauschenberg New Yorkban élt és dolgozott, valamint Captiva Island-en, Florida Államban, egészen 2008. május 12-én bekövetkezett haláláig. Szívelégtelenségben hunyt el, 83 évesen.

### Szerzői jogdíj élharcosa
Az 1970-es évek elején Rauschenberg sikertelenül lobbizott az Amerikai Egyesült Államok Kongresszusánál egy, az európai államokban elfogadott, a művészek alkotásainak másodlagos értékesítése után járó jogdíj törvénybe iktatásáért az USA-ban is – magyarul a követő jog. A küzdelem élharcosaként később ugyanezt Kalifornia államban igyekezett tető alá hozni, a törvényt 1976-ban Kaliforniában California Resale Royalty Act néven el is fogadták. Rauschenberg azután szállt síkra a művészek jogaiért, hogy Robert Scull, egy New York-i taxis cég tulajdonosa New Yorkban 1973-ban a Sotheby's egy aukcióján a Thaw c. alkotását 85 000 $-ért  adta el, melyet 15 évvel korábban Leo Castellinél, Rauschenberg galeristájánál pusztán 900 dollárért vásárolt.

## Emlékezete
Fotóiból posztumusz emlékkiállítást rendeztek tiszteletére meg nem ért 83. születésnapja alkalmából a New-York-i Guggenheim Múzeumban. (2008. október. 22. – 2008. november 5.)

## Díjak, elismerések (válogatás)
- A velencei biennále nagy díja (1964)
- National Medal of Arts díj (1993)